# Ameivula pyrrhogularis
Ameivula pyrrhogularis — вид ящірок родини теїдових (Teiidae). Ендемік Бразилії. Описаний у 2013 році.

## Поширення і екологія
Ameivula pyrrhogularis мешкають в штаті Піауї на північному сході Бразилії. Вони живуть у перехідній зоні між серрадо та каатингою.